# Sedum hernandezii
Sedum hernandezii là một loài thực vật có hoa trong họ Crassulaceae. Loài này được J. Meyrán miêu tả khoa học đầu tiên năm 1990.